# Абов, Геворк Аршакович
Гево́рк Арша́кович А́бов (арм. Գևորգ Աբով, настоящая фамилия — Абовя́н; 27 ноября 1897, Тифлис — 11 марта 1965, Ереван) — армянский советский писатель, поэт, переводчик, литературовед, литературный критик, редактор, профессор (1937), заслуженный деятель искусств Армянской ССР (1945), член Союза советских писателей с 1934. Один из составителей сводного варианта эпоса «Давид Сасунский».

## Биография
Член литературного общества «Три круга». Вместе с Егише Чаренцом был автором первого литературного манифеста советской Армении (1922) «Декларация трёх»..
Секретарь Ассоциации пролетарских писателей Армении (1925—1931), в 1928—1931 работал режиссёром первого армянского государственного драматического театра, позже сотрудник министерства просвещения Армянской ССР (1934—1936).
В 1940—1952 — директор ереванского Института древних рукописей Матенадаран имени св. Месропа Маштоца.
Редактор журнала «Вестник общественных наук» Армянской ССР (1961—1964).

## Творчество
Дебютировал как поэт-футурист, позже перешёл к прозе. Исследовал творчество Саят-Нова.
Автор учебников по литературе СССР для 10-х классов средней школы (1937, 1938, 1940, 1945).

## Избранные произведения
- Միայն կինը (բանաստեղծություններ), Թիֆլիս, 1919
- Դանակը բկին, Մոսկվա, 1923
- Եդինի ֆրոնտ, քաղաքական ագիտկա, Մոսկվա, 1924
- Պատմվածքներ, Երևան, Պետհրատ, 1928
- Դաշնակցությունն անցյալում և այժմ, Երևան, Պետհրատ, 1929
- Դաշնակցությունն անցյալում և այժմ, Վաղարշապատ, Պետհրատ, 1930
- Ճակատում և թիկունքում, Երևան, Հայպետհրատ, 1943
- Սիրո և արդարության երգիչը՝ Սայաթ-Նովան, Երևան, Հայպետհրատ, 1945
- Գաբրիել Սունդուկյան (կյանքն ու գործունեությունը), Երևան, Հայպետհրատ, 1953
- Հիշողություններ Եղիշե Չարենցի մասին (ժողովածուում տեղ է գտել Գ. Աբովի «Մի քանի համառոտ դրվագներ Չարենցի վերաբերյալ իմ հուշերից» հոդվածը), Երևան, Հայպետհրատ, 1961
- Առաջին կոմունարը, առանց տարեթվի ու տեղի
- «Хачатур Абовян» (1948),
- «Габриел Сундукян. Жизнь и творчество» (1953).

Занимался переводами с русского на армянский язык произведений М. Лермонтова, И. Крылова, А. Грибоедова, Н. Некрасова, М. Горького, В. Маяковского, а также Джамбула и других.

## Награды
- Орден Трудового Красного Знамени (24.11.1945).
- Медаль «За оборону Кавказа» (5.11.1944)[3].
- Заслуженный деятель искусств Армянской ССР (1945).